# Tiger Coatings
TIGER Coatings ist ein österreichischer Pulverlackhersteller in Wels in Oberösterreich. Produktionsstandorte sind neben Österreich auch in Kanada, Mexiko, Vietnam, sowie zwei Werke in den USA und drei in China. Vertrieben werden die Produkte weltweit.

## Geschichte
Das Unternehmen wurde im Jahr 1930 gegründet. Aus einer Farbenhandlung entstand ein Produktionsbetrieb für Ölfarben, Trockenfarben, Kitte und Verdünnungen. Die Eintragung der Marke im Markenregister erfolgt 1934. Seit den 1950er Jahren wächst das Unternehmen ständig.
In den 1950er Jahren entwickelte der deutsche Wissenschaftler Erwin Gemmer ein Verfahren zur Verarbeitung duroplastischer Pulverlacke. Die umweltschonende, lösungsmittelfreie Innovation weckte schnell das Interesse des Unternehmens, das damals am Kunstharzlack-Markt sehr aktiv war. Auch mit niedrigeren Schichtdicken anwendbar und damit in breitem Umfang kommerziell einsetzbar, war die Pulverlack-Technologie allerdings erst in den 1960er-Jahren mit der elektrostatischen Verarbeitung der Pulverlacke und der Entwicklung von speziellen Pistolen zum Aufsprühen des Produkts. 1968 setzt Tiger als einer der ersten Hersteller auf die „grüne“ Pulverlack-Technologie. Das Tiger Nasslack-Sortiment für Heimwerker und damit auch die beliebte „Pinsel-Tiger“ Markenfigur gehören seit 2018 der Vergangenheit an. Aufgrund sinkender Nachfrage – bedingt durch günstige Eigenmarken der Bau- und Heimwerkermärkte – musste diese Business Unit geschlossen werden.
Im Jahr 1981 erhielt das Unternehmen die Staatliche Auszeichnung, die es berechtigt, das Bundeswappen im Geschäftsverkehr zu verwenden.
Zu Beginn der 1970er-Jahre startete der weltweite Export und damit die stetige Internationalisierung von Tiger Coatings. Mitte der 1980er-Jahre gründete das Unternehmen Produktionsstätten in den Vereinigten Staaten und Kanada. Seit den 1990er-Jahren wurden Werke in Asien und zuletzt auch in Südamerika errichtet. Heute beträgt der Exportanteil über 70 % des Umsatzes.  2003 wurde ein Forschungs- und Entwicklungscenter am Stammsitz in Wels errichtet. 2008 wurde ein Werk in Mexiko eröffnet und 2010 in Ägypten.  2011 folgte das zweite chinesische Produktionswerk in Chengdu, 2013 das dritte chinesische Produktionswerk in Fogang.
Im Jahr 2012 wurden auch die Produktions- und Laborflächen im Metallic-Competence-Center am Standort Wels weiter ausgebaut. Außerdem läuft seit 2014 ein Investitionsprogramm, das den Aus- und Umbau von Produktionskapazitäten um 20 Millionen Euro vorsieht – ebenfalls am Stammsitz in Wels (Österreich).
Die Beschichtungslösungen von Tiger kommen zum Beispiel auf Fassaden, Autofelgen, Möbeln, Kühlschränken oder Maschinen zum Einsatz. Neben „grünen“ Pulverlacken bietet Tiger auch digitale Tinten und Pulver sowie 3D-Druckmaterialien an.
Im Juli 2009 wurde ein Fall von Mitarbeiterüberwachung aus dem Jahr 2003 bekannt. Das Unternehmen selbst beschreibt die Überwachung als temporäre Maßnahme, die aufgrund eines für die Existenz des Unternehmens bedrohlichen Zwischenfalls eingeleitet wurde. Die Vorwürfe seitens des Unternehmens, es handele sich um einen Racheakt ehemaliger Mitarbeiter, werden von diesen bestritten. Es handelt sich um den ersten größeren Fall von Mitarbeiterüberwachung in Österreich. In diesem Zusammenhang erhielt das Unternehmen einen Big Brother Award in der Kategorie Business und Finanzen.
Im Mai 2014 wurde Tiger Coatings zum „besten Familienunternehmen Österreichs 2014“ gewählt. Die Auszeichnung wurde im Rahmen eines Wettbewerbs von der österreichischen Tageszeitung WirtschaftsBlatt in Kooperation mit dem Bankhaus Spängler, der Österreichischen Notariatskammer und der BDO Austria vergeben. Im Juni 2014 verlieh die Wirtschaftskammer Österreich dem Unternehmen die Auszeichnung „Hidden Champion 3.0“ mit der Begründung, die Unternehmensgruppe zähle in ihrer Nische zu den Weltmarktführern.

## Produkte
Das Unternehmen produziert Pulverlacke zur Oberflächenveredelung im Außen- und Innenbereich für die Werkstoffe Aluminium, Stahl, Holz (konkret: MDF-Platten), Kunststoff und Glas. Witterungs-, UV- sowie Chemikalien-Beständigkeit und Brillanz der Sonder- und Metallic-Effekte sind dabei ebenso wichtige Eigenschaften wie Stoß-, Schlag- und Haftfestigkeit sowie Abrieb- und Kratzfestigkeit. Neben hochwertigen Pulverbeschichtungen bietet TIGER digitale Tinten und Pulver für den industriellen Digitaldruck sowie innovative 3D-Druckmaterialien auf Thermoset-Basis.